# Relaxatio diaphragmatica
Bei einer Relaxatio diaphragmatica (genannt auch Zwerchfellschwäche) handelt es sich um eine extreme Erschlaffung einer Zwerchfellhälfte mit einem permanenten Zwerchfellhochstand.

## Ursachen
Man unterscheidet zwischen einer angeborenen und einer erworbenen Form.
angeborene Form:
- Fehlbildung des Nervus phrenicus

erworbene Form:
- Geburtstrauma mit ein- oder doppelseitiger Parese des Nervus phrenicus
- einseitig: intraoperative Schädigung des Nervus, Thoraxtrauma, Malignomwachstum im Bereich des Nervus, intrathorakaler (subphrenischer) Abszess[1]
- beidseitig: Neuropathie des Nervus phrenicus; Myopathie

## Klinische Erscheinungen
angeborene Form: Eine doppelseitige Relaxatio ist in der Regel nicht lebensfähig. Bei einer einseitigen Relaxatio fallen die Säuglinge durch eine akute Luftnot und Herzinsuffizienz auf.
erworbene Form: Luftnot, Tachypnoe und rezidivierende Pneumonien. Circa die Hälfte der Patienten sind beschwerdefrei.
Als seltene Komplikation kann es zu einem Magenvolvulus kommen.

## Diagnostik
In der Regel wird die Diagnose durch das klinische Bild der Erkrankung in Verbindung mit einer Röntgenthoraxaufnahme gestellt.

## Therapie
Eine operative Zwerchfellraffung sollte bei einer deutlichen Beeinträchtigung der Atmung durchgeführt werden.